# لوئیز بونفا
لوئیز بونفا (انگلیسی: Luiz Bonfá؛ ۱۷ october ۱۹۲۲–۲۳ مارس ۲۰۲۵) یک آهنگساز، و خواننده اهل برزیل بود.